# Sapere (programma televisivo)
Sapere è stato un programma televisivo della Rai, trasmesso dal lunedì al venerdì (e dal 1970 anche il sabato) dal 6 febbraio 1967 al dicembre 1976. Ideata da Giovan Battista Zorzoli, venne nel corso degli anni coordinata da Luciano Tavazza (1967), Silvano Giannelli (1967 - 1969) ed Enrico Gastaldi (1969 - 1976). La trasmissione aveva finalità didattiche ed educative ed era rivolta ad un pubblico di adulti. Veniva irradiata subito dopo la TV dei ragazzi, fra le rubriche che precedevano la prima serata e nella tarda mattinata in replica.
È stato, insieme a Orizzonti della scienza e della tecnica, uno dei primi esperimenti di televisione divulgativa che hanno poi portato a trasmissioni come Quark o Ulisse - Il piacere della scoperta.

## Puntate monotematiche
Le puntate della trasmissione erano tipicamente monotematiche ed andavano in onda nella fascia preserale alle 19.15, ovvero prima del telegiornale (e dal 15 gennaio 1968 in replica alle 12,30). Includevano, almeno nella prima serie, filmati della durata di circa mezz'ora. Gli argomenti venivano illustrati con esempi aderenti alla realtà quotidiana.
Nelle diverse stagioni, la trasmissione ha subito mutamenti: è scomparsa la figura del conduttore (l'ideatore e primo conduttore Giovan Battista Zorzoli) per lasciare spazio a tabelle e grafici e ad un maggiore impiego di immagini (fisse e in movimento).

## Scopo didattico e pedagogico
Secondo l'Enciclopedia della televisione, che dedica alla trasmissione un apposito lemma, Sapere "ha avuto un'importanza capitale nell'ambito dei programmi televisivi di divulgazione scientifica. L'obiettivo pedagogico e didattico della rubrica è esplicito: la televisione si fa carico di istruire la massa, di fornirle non ciò che vuole, ma ciò di cui ha bisogno, avvicinando il grande pubblico alla cultura e alla scienza visti come strumento di emancipazione".

## Argomenti
Molteplici gli argomenti affrontati dalla rubrica televisiva:
- Pianeta Terra
- Energia
- Salute
- Lotte contadine
- Uomini nello spazio
- Nutrirsi
- Scoperta del gioco
- Le grandi invenzioni
- La casa
- I robot tra noi
- Il pianeta avvelenato